# کیدلینگتون
longitudeکیدلینگتونlatitudeکیدلینگتون
کیدلینگتن (به انگلیسی: Kidlington) یک روستای بزرگ بین رودخانه چرول و کانال آکسفورد و در جنوب غربی بیکستر در آکسفوردشر می‌باشد. جمعیت این منطقه در سال ۲۰۱۱ تعداد ۱۳٬۷۲۳ نفر ثبت شده است.

## نگارخانه

اماکن کیدلینگتون
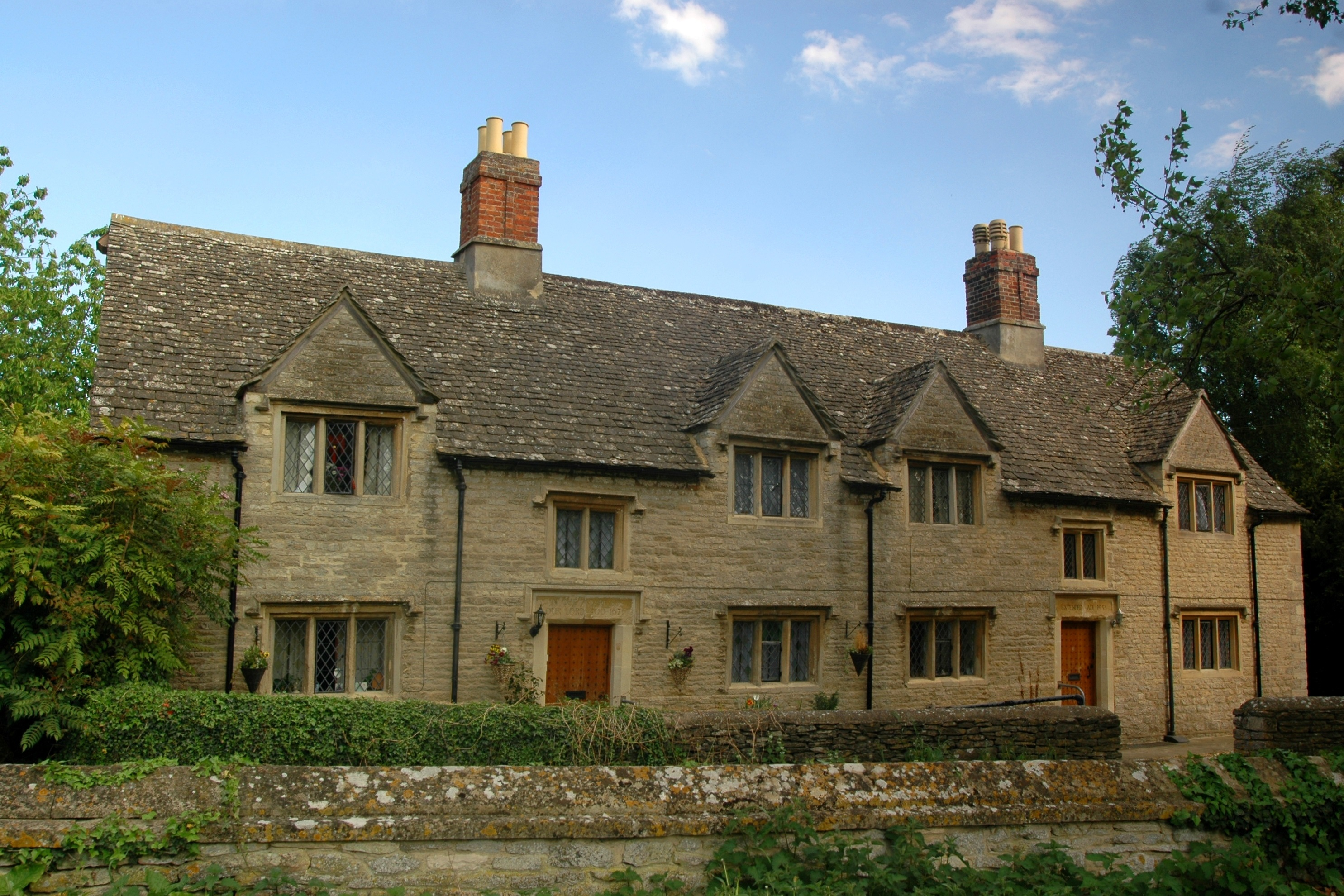
خانه‌های خیریه کیدلینگتون
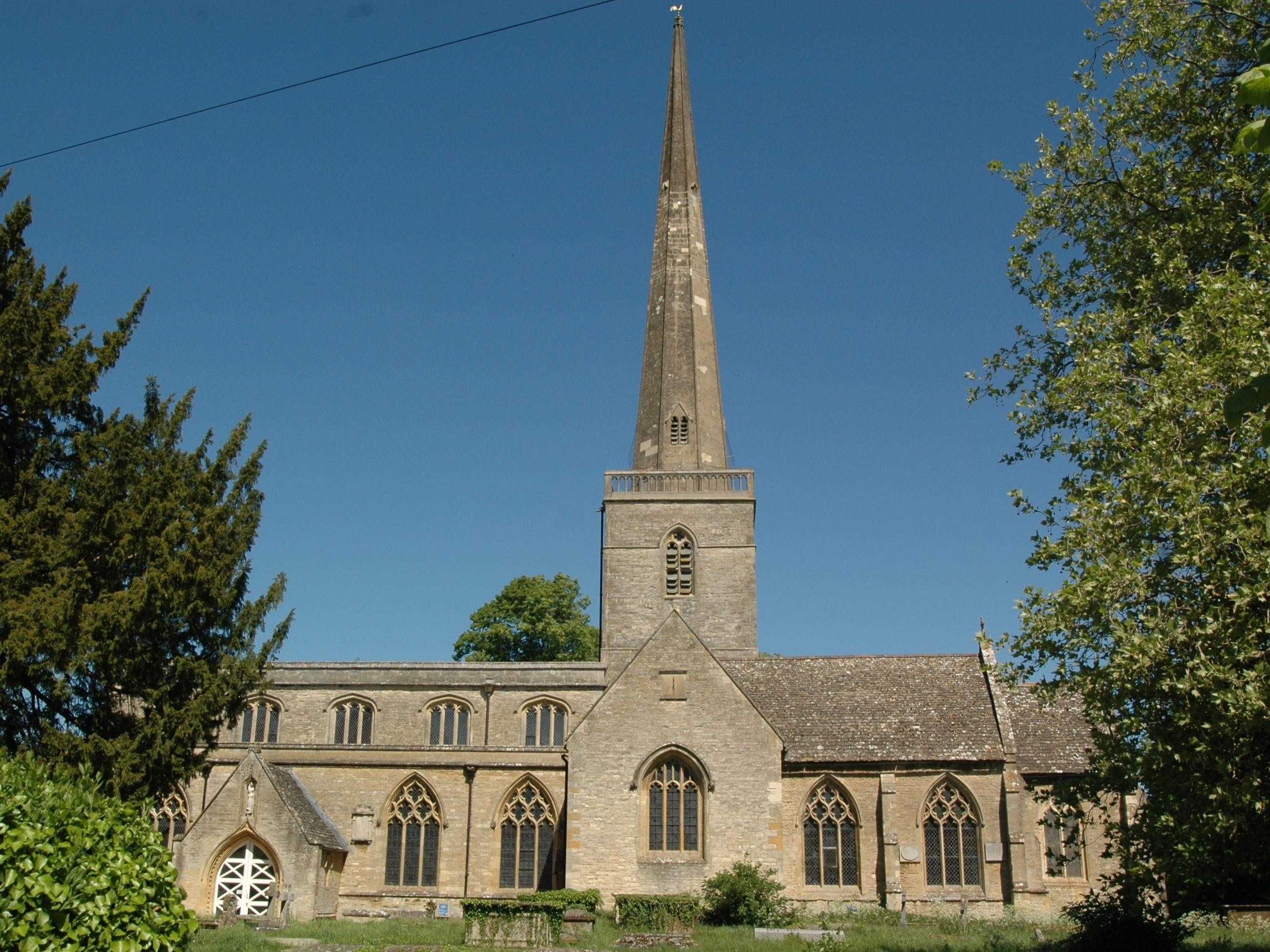
کلیسای سنت ماری ویرجی
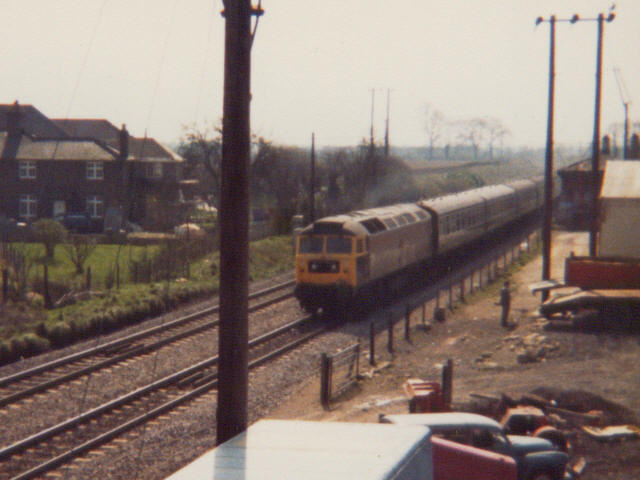
ایستگاه راه آهن سابق کیدلینگتون